# Hesso von Wilucki

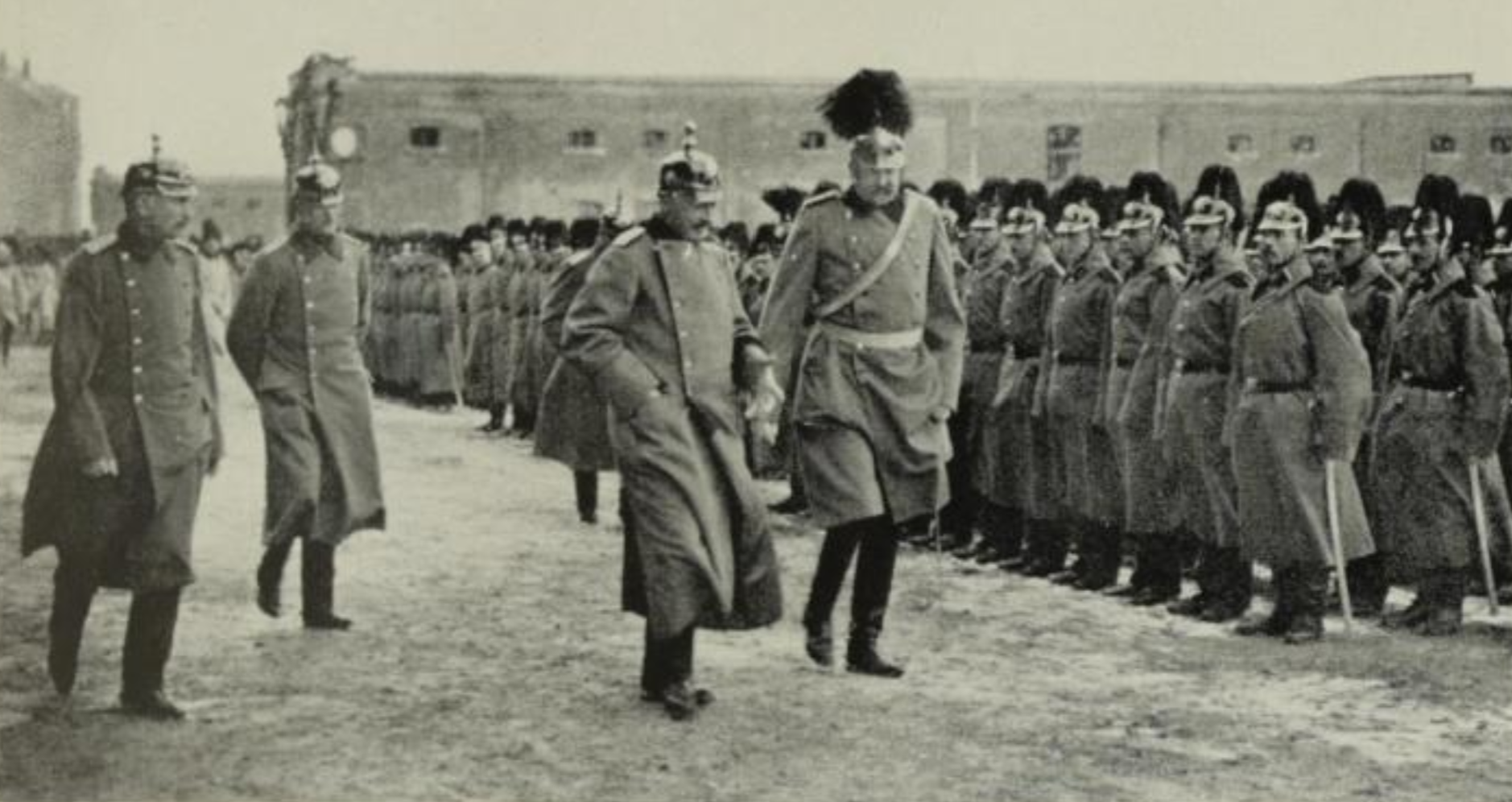
Generalmajor von Wilucki anlässlich einer Paradeaufstellung eines Feld-Artillerie-Regiments im März 1914 (zweiter von links)

Hesso Theodor Adolf von Wilucki (* 13. März 1854 in Dresden; † 10. Juli 1929 ebenda) war ein sächsischer Generalmajor.

## Leben

### Herkunft
Hesso stammte aus der briefadeligen Familie von Wilucki und war Sohn des sächsischen Oberst Theodor Rudolph von Wilucki-Cabel (* 1813; † 1875) und dessen Ehefrau Julie von Taubadel-Dankwitz (* 182; † 1893). Er hatte zwei Brüder, nämlich den sächsischen Amtshauptmann Bartusch (* 1846) und den preußischen Oberförster und Landwehr-Oberleutnant Andreas von Wilucki (* 1863).

### Militärkarriere
Wilucki besuchte von 1866 bis Ostern 1869 das Vitzthumsche Gymnasium zu Dresden und wechselte dann auf die Lehr- und Erziehungs-Anstalt von Dr. Christian Friedrich Krause. 1873 trat er in das 1. Feld-Artillerie-Regiment Nr. 12 der Sächsischen Armee ein und avancierte bis Ende Januar 1875 zum Sekondeleutnant. In den folgenden Jahren erhielt er am 17. September 1882 den Charakter eines Premierleutnants. Nach Beförderung zum Hauptmann am 20. März 1889 wurde er als Batteriechef in das 2. Feldartillerie-Regiment Nr. 28 versetzt. Nach Beförderung zum Major am 30. März 1898 wurde er Kommandeur der I. Abteilung im 3. Feldartillerie-Regiments Nr. 32. Im nächsten Jahr erfolgte seine Ernennung zum Kommandeur der I. Abteilung im 7. Feldartillerie-Regiment Nr. 77 in Leipzig. 1901 beauftragte man Wilucki zunächst mit der Führung des 6. Feldartillerie-Regiments Nr. 68 in Riesa und nach Beförderung zum Oberstleutnant am 21. April 1902 folgte seine Ernennung zum Kommandeur. Nach Beförderung zum Oberst am 28. Oktober 1904 wurde er diensttuender Flügeladjutant von König Friedrich August III. Unter Belassung in dieser Stellung wurde er am 15. April 1908 zum Kommandeur der 3. Feldartillerie-Brigade Nr. 32 ernannt und am 15. November 1908 zum Generalmajor befördert. Im Mai 1909 erhielt er das Komturkreuz des Albrechts-Orden.
In Genehmigung seines Abschiedsgesuches wurde Wilucki am 24. September 1910 mit der Erlaubnis zum Tragen der Generalsuniform zur Disposition gestellt und anlässlich seiner Verabschiedung mit dem Komturkreuz des Sächsischen Verdienstordens ausgezeichnet. Er wohnte im Ruhestand in Pirna, zuletzt allerdings in Dresden.

### Familie
Er heiratete 1879 in Dresden Hermine von Ahlefeld, Tochter der Josephine Block (* 1827; † 1891) und des Gutsbesitzers Hermann von Ahlefeldt-Ludwigsburg (* 1806; † 1855). und bekam vier Söhne mit ihr, von denen zwei schon im Kindesalter starben. Konrad und Günther wurden später auch Offiziere in der sächsischen Armee, respektive der Marine-Infanterie; waren 1932 jeweils Major.